# Katarina Stegnar
Katarina Stegnar, slovenska igralka in pevka, 1976, Ljubljana, Slovenija.
Stegnarjeva je leta 2002 diplomirala na Akademiji za gledališče, radio, film in televizijo v Ljubljani.
Od leta 2004 sodeluje pri platformi za raziskavo, razvoj in produkcijo sodobne scenske umetnosti Via Negativa, je pa tudi članica skupine Betontanc in njenega spin-offa, kolektiva Beton Ltd. V preteklosti je nastopala v mnogih gledališčih, s katerimi občasno še vedno sodeluje. Med njimi so najpomembnejša Gledališče Glej, Anton Podbevšek Teater, SNG Drama, E.P.I. Center, Wax Factory, Plesni Teater Ljubljana, Ex-Pont, Maska idr. Od leta 2014 je zaposlena v Slovenskem mladinskem gledališču, s katerim sodeluje že vse od leta 2002..

## Nagrade
- Nagrada Prešernovega sklada – za stvaritve zadnjih dveh let (2016)
- nagrada Veljko Maričić – za najboljšo mlado igralko na Mednarodnem festivalu malih odrov na Reki, Hrvaška, za vlogo Tjaše v Fragile! (2007)
- zlata ptica (2005)